# Xã Hanover, Quận Adams, Nebraska
Xã Hanover (tiếng Anh: Hanover Township) là một xã thuộc quận Adams, tiểu bang Nebraska, Hoa Kỳ. Năm 2010, dân số của xã này là 199 người.